# Strongylosoma kalliston
Strongylosoma kalliston är en mångfotingart som beskrevs av Carl Graf Attems 1898. Strongylosoma kalliston ingår i släktet Strongylosoma och familjen orangeridubbelfotingar. Inga underarter finns listade i Catalogue of Life.